# حزب متحد ملی
حزب متحد ملی افغانستان یک حزب سیاسی در افغانستان می‌باشد که توسط عده‌ای از بقایای حزب دموکراتیک خلق و به رهبری نور الحق علومی در تاریخ ۳۱ اسد ۱۳۸۲ و با حضور هفتصد تن از مقام‌های سابق حزب دموکراتیک خلق (= حزب وطن) از جمله سرور منگل، ثریا پرلیکا و شیر جان مزدور یار، در کابل برگزار گردید تأسیس شد و علی‌رغم مخالفت‌های وزیر عدلیهٔ آن وقت آقای عبدالرحیم کریمی و آقای فضل احمد معنوی، معاون دادگاه عالی که این حزب را کمونیستی و اعضای آن را کمونیست می‌دانستند، در تاریخ ۱۲ ثور ۱۳۸۴ جواز فعالیت رسمی از وزارت عدلیه به‌دست آورد و در لیست احزاب سیاسی ثبت شد.

## شکل‌گیری حزب
صدها تن از اعضای سابق حزب وطن در داخل و خارج افغانستان در اواخر دهه ۹۰ میلادی و سال‌های قبل از ۱۱ سپتامبر گردهم آمدند و طی نشست‌هایی که داشتند کمیته ۵۳ نفری را به حیث کمیتهٔ تماس و تفاهم با اعضای سابق حزب وطن تعیین نمود. در جلسات بعدی حزب در کشورهای هلند، سوئد، آلمان، افغانستان حزب متحد ملی اعلام موجودیت کرد و در ۲۱ اگوست ۲۰۰۴ علی‌رغم مخالفت اولیه وزارت عدلیه مبنی بر سابقه کمونیستی و ضداسلامی رهبری و اعضای این حزب، با حمایت دولت و کشورها و سازمان‌های خارجی و بین‌المللی این حزب مجوز فعالیت خود را گرفت.

## اهداف حزب
حزب متحد ملی افغانستان کانون همبستگی فعالان و اگاهان سیاسی کشور و اتحاد داوطلبانه افرادیست که بخاطر حفظ و حراست منافع علیای ملی، ایجاد جامعه دموکراتیک و مدنی، مرفه و عادلانه، متجدد و پیشرفته مبارزه می‌کند. اصول مناسبات تشکیلاتی حزب متحد ملی افغانستان عالیترین دموکراسی، عینیت و تعهد آگاهانه، وحدت سازمانی، مسولیت فردی و رهبری جمعی وحدت عمل تساوی حقوق و دیسیپلین یک سان،انتخابی بودن همه ارگانهای حزب توزیع صلاحیت‌ها و تناوب رهبری تشکیل می‌دهد.
حزب متحد ملی افغانستان مخالف هر گونه گرایش‌های راست و چپ افراطی بوده و مبارزه با آن را وظیفه خویش می‌داند.

## اساسنامه حزب
اساسنامه حزب متحد ملی افغانستان طی ۴ فصل و ۲۹ ماده تسوید و در کنگره حزب متحد ملی افغانستان به اتفاق آراء به تصویب رسیده‌است.